# Vetea Bambridge
Pour les articles homonymes, voir Bambridge.
Vetea Bambridge (né le 22 juillet 1955 à Papeete, Tahiti et décédé le 29 janvier 2005 à Papeete), était un homme politique français. Il a été secrétaire général de l'Assemblée de la Polynésie française de 1987 à 2005.